# Burgstall Altes Haus (Hirschbach)
Bei dem Burgstall Altes Haus handelt es sich um die abgegangene Burg Ratzenberg, wie sich erst jüngst herausgestellt hat. Die kleinflächige Burganlage, die wohl nur aus einem kleineren Wohn- oder Wachturm und wenigen Nebengebäuden bestand, erhob sich auf einem niedrigen Bergrücken, der sich aus dem Karrnberg erstreckt. Der Burgstall befindet sich unmittelbar südöstlich der Einöde Ziegelhütte bei Achtel in der bayerischen Gemeinde Hirschbach im oberpfälzischen Landkreis Amberg-Sulzbach in Deutschland. Von der Burg haben sich nur zwei Gräben erhalten, an der Südseite liegt ein kleiner vermutlicher Mauerrest. Die Anlage wird als Bodendenkmal unter der Aktennummer D-3-6435-0001 im Bayernatlas als „mittelalterlicher Burgstall "Altes Haus"“ geführt.

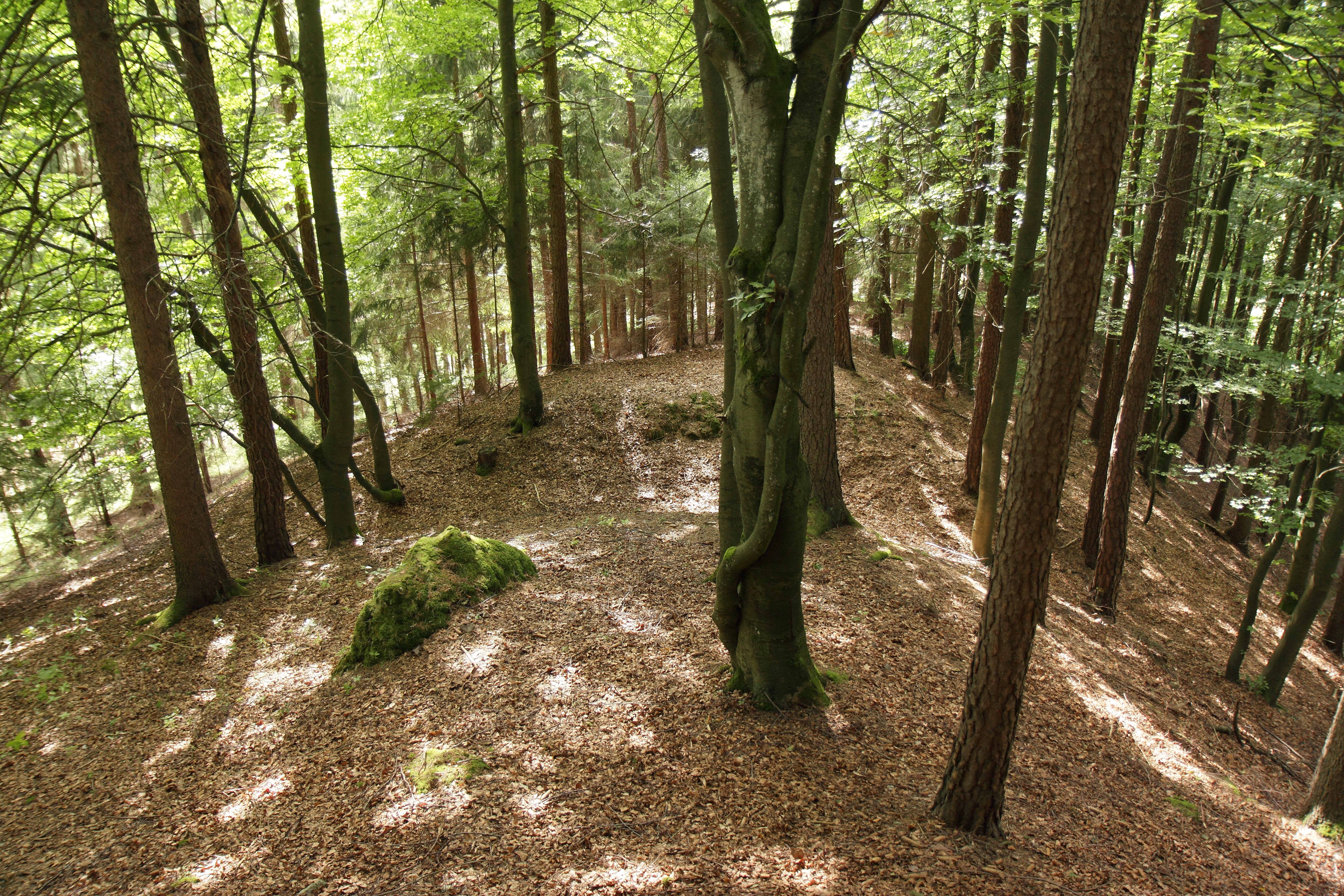
Bild 2: Ansicht des westlichen Grabens, von der Vorburg aus gesehen (2012)

## Geografische Lage
Der Burgstall liegt etwa 140 Meter südöstlich der Einöde Ziegelhütte bei Achtel oder 4800 Meter nordöstlich der evangelischen Sankt-Wolfgangs-Kirche in Hirschbach.
Die Stelle der abgegangenen Burg befindet sich in der Mittleren Frankenalb, auf einem nach Westen gerichteten Ausläufer des 522 m ü. NN hohen Karrnberges. Auf dem Rücken dieses Sporns erhebt sich ein bis zu 488 m ü. NN hoher Felsturm, der nach Norden senkrecht abfällt und an den restlichen Seiten ebenfalls sehr steile, teils mit Felsen durchsetzte Hänge aufweist. An der Südseite des Felsens befand sich noch ein Vorburggelände, das wiederum nach Süden nur wenige Meter sanft in eine Talung, die sogenannte Große Schatzgrube, abfällt. Nach Westen und Osten wurde die Anlage auf dem Bergrücken durch je einen Graben gesichert, nach Norden fällt die Burgfläche steil um 28 Höhenmeter in das angrenzende Wolfstal, ein Trockental, ab und ist an dieser Seite von Natur aus am besten geschützt.

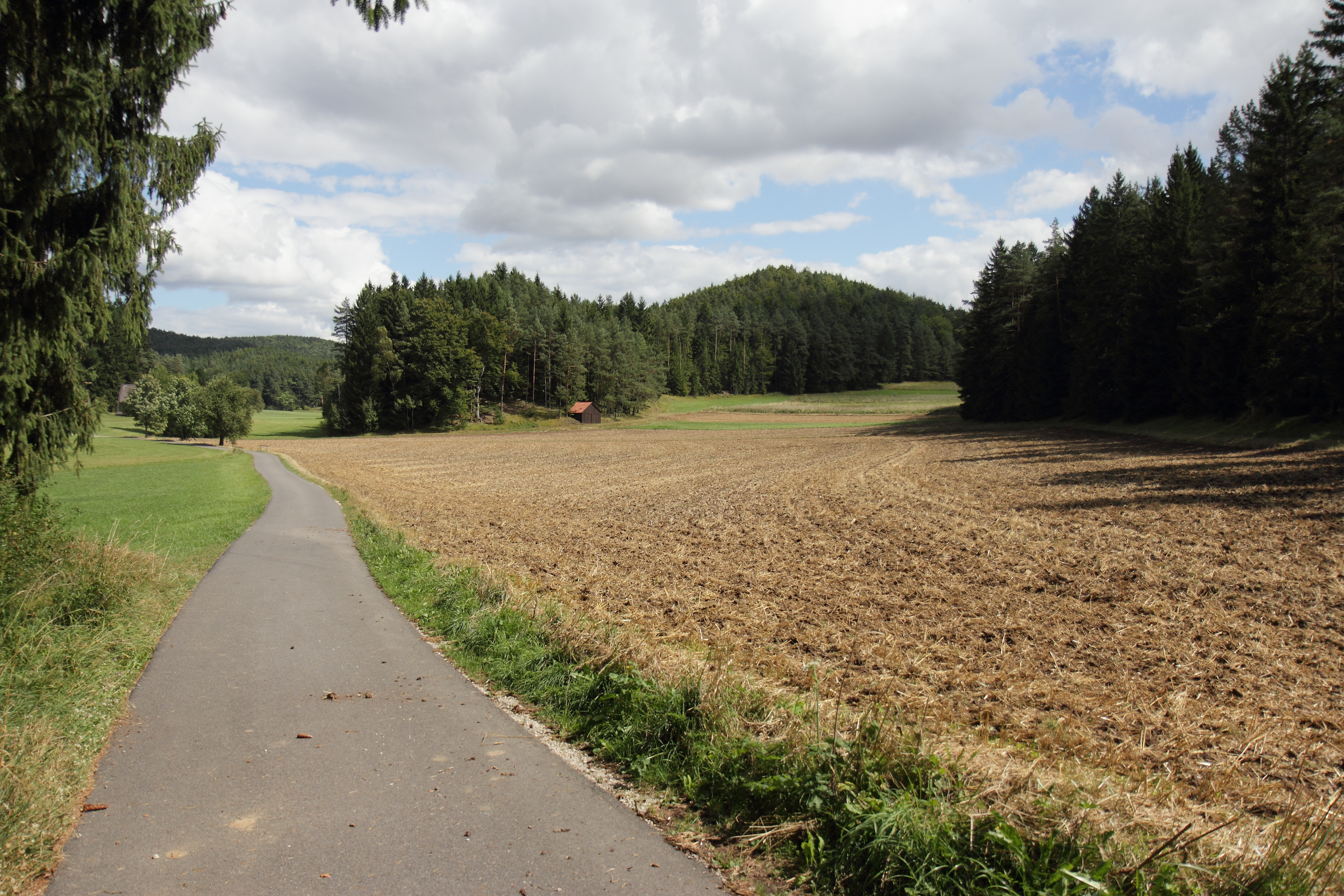
Ansicht des Burgberges (mit der kleinen Hütte) aus südwestlicher Richtung (2012)

In der Nähe befinden sich noch weitere ehemalige mittelalterliche Burgen. Drei Kilometer südöstlich liegt ein weiterer, unbekannter Burgstall, die Alte Bürg, von der noch wenige Mauerreste erhalten sind, und die früher fälschlicherweise ebenfalls als Burg Ratzenberg gedeutet wurde. In nordöstlicher Richtung liegt die Burgruine Breitenstein auf dem Schlossberg südöstlich von Königstein, von der nur noch die romanische Doppelkapelle aus dem 12. Jahrhundert erhalten ist. Noch etwas weiter in dieser Richtung liegt der ebenfalls unbekannte Burgstall Im alten Haus auf dem 561 m ü. NN hohen Mühlberg, geschichtliche Daten liegen davon nicht vor. Auch in Königstein befand sich während des Mittelalters eine Burg. Sie wurde später in ein Schloss umgewandelt.
In nordnordwestlicher Richtung liegt die zum größten Teil erhaltene Burg Veldenstein, in westlicher Richtung stand in Grünreuth eine Burg, die später zu einem Schloss wurde und heute abgebrochen ist, und ein weiterer Burgstall auf der Hasenleite, etwas weiter die Burg Hartenstein. 4200 Meter südwestlich befindet sich die Burgruine Hauseck, von ihr sind nur wenige Mauerreste in aussichtsreicher Lage erhalten.

## Geschichte
Der namenlose Burgstall Altes Haus konnte erst in jüngster Zeit von dem Archäologen Ferdinand Leja als die Burg Ratzenberg identifiziert werden, von früheren Forschern wurde sie im Sonnefelder Forst, bei Burgkunstadt und noch an anderen Stellen in Oberfranken vermutet. Der Nürnberger Burgenforscher Hellmut Kunstmann meinte dann, sie mit dem südöstlich gelegenen Burgstall Alte Bürg bei Eschenfelden gefunden zu haben, da sich in einer topographischen Beschreibung der Umgebung von Nürnberg folgender Eintrag findet: „Ratzennberg, ein schafhof, ist eins Preitensteiners zu Eschenfelden, fr. [fraisch] Sulzpach“. Außerdem wurde im Jahr 1497 einem Jörg von Breitenstein mit dem Zehnt zum Ratzenberg auch ein Hof bei dem Wildenhof verliehen, dieser Wildenhof befindet sich 2250 Meter nordöstlich des Burgstalls. Den Burgstall Altes Haus kannte Kunstmann offensichtlich nicht, der nahegelegene Weiler Ratzenhof hätte wohl seine Aufmerksamkeit erregt. Diese falsche Lokalisierung übernahm dann Armin Stroh in seinem Inventar der obertägigen Geländedenkmäler der Oberpfalz. Auch Stefan Helml folgte dieser Ansicht.
Eine erste urkundliche Erwähnung des heutigen Ratzenhofes fand im Jahr 1208 statt, dort als Ratzeberg bezeichnet, in diesem Ort wird man den damaligen Wirtschaftshof der Burg sehen können. Möglicherweise saß das dem niederen Adel entspringende Ratzenberger Geschlecht vor dem 13. Jahrhundert erst auf dem Ratzenhof und errichtete im 13. Jahrhundert ganz in der Nähe dann eine Burg als neuen Ansitz. Warum sie dabei diese von Natur aus nicht besonders günstige Stelle wählten, und nicht auf geeignetere Felsen und Kuppen bauten, hing wohl mit den damaligen Besitzverhältnissen zusammen, aber auch der Verlauf einer Altstraße, von der in unmittelbarer Nähe der Burg eine Abzweigung abging, war wohl von entscheidender Wichtigkeit. Die Burg lag im Zwickel dieser Abzweigung (Bild 1).
Eine weitere Nennung des Ortes ist vom 13. Juli 1383 bekannt, damals stifteten Hermann II. von Breitenstein zusammen mit seinen Söhnen Hans II. und Erasmus I. sowie seiner Ehefrau eine Frühmesse zu Eschenfelden, wozu sie unter anderem Gülte zu Ratzenhof gaben. Kurz darauf war die Burg Ratzenberg schon abgegangen, denn als am 8. April 1386 Wernt II. von Breitenstein zur Stiftung einer ewigen Messe dem Bischof von Eichstätt die Hälfte des Burgstalls Ratzenberg zu Lehen auftrag, wurde sie als ein Burgstall, also eine zerstörte oder eine aufgegebene, ruinöse Burg, bezeichnet. Ob sie in einer kriegerischen Auseinandersetzung abging, oder aus anderen Gründen, ist nicht bekannt. Spätere Erwähnungen beziehen sich nur noch auf den Ratzenhof, so kaufte 1444 Erasmus II. von Breitenstein den Zehnten zu Ratzenberg [= Ratzenhof] von Heinrich Harsdörfer. Der Hof war um 1570 Lehen des Bistums Bamberg und gehörte auch zur Herrschaft Breitenstein.

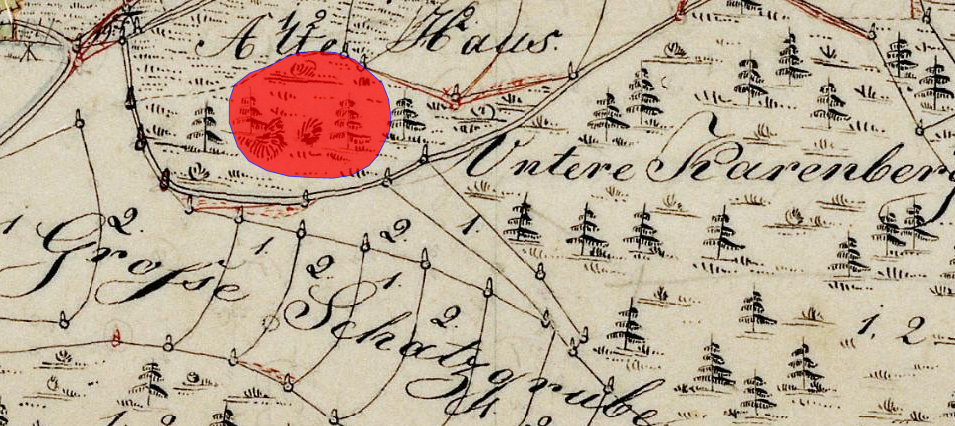
Lageplan von Burgstall Altes Haus (Hirschbach) auf dem Urkataster von Bayern

## Beschreibung
Die Höhenburg auf dem Bergrücken war in eine Vorburg an der Südseite eines Felsriffes und in eine Oberburg auf dem 488 Meter hohen Dolomitfelsriff geteilt. Die Vorburg war etwa 150 Meter lang, erstreckte sich in Ost-West-Richtung und wurde von zwei Gräben auf dem Bergrücken begrenzt. Der westliche Graben ist noch etwa 10 Meter lang, 1,20 Meter tief und 6 bis 7 Meter breit (Bild 2). Der östliche Graben ist noch 8 Meter lang, 6 Meter breit und 1,50 Meter tief. Zur sanft abfallenden Südseite ist noch eine Geländekante sichtbar. Dort zeigt ein Mauerrest die einstige Begrenzung der Burg an. Sie bestand wohl aus Holz in Form einer Palisadenwand oder möglicherweise einer Steinmauer. Weitere Bebauungsspuren befinden sich an der Ostseite der Vorburg. Eine ovale Grube ist 1,6 × 2,3 Meter groß und 0,7 Meter tief. Die geringe Größe lässt eine Kellergrube ausscheiden. Vermutlich handelt sich es um eine Zisterne oder einen Burgbrunnen zur Wasserversorgung der Burg.
Die Oberburg lag auf dem in Stufen abfallenden Plateau des Felsturmes (Titelbild) und hatte sechs bis acht Meter Länge und bis zu fünf Meter Breite. Aufgrund der geringen Fläche stand dort wohl ein vermutlich aus Holz oder Fachwerk errichteter turmförmiger Bau, da sich auf dem Felsturm keine Mauer- oder Mörtelreste finden lassen.